# Pseudomicrocara atkinsoni
Pseudomicrocara atkinsoni là một loài bọ cánh cứng trong họ Scirtidae. Loài này được Waterhouse miêu tả khoa học năm 1877.